# DigitalGlobe
DigitalGlobe (NYSE: DGI), de Longmont (Colorado), EE. UU., es un proveedor comercial de imágenes espaciales y de contenido geoespacial, y operador civil de teledetección espacial. La compañía realizó una oferta pública de venta en el New York Stock Exchange el 14 de mayo de 2009 (15 años), vendiendo 14,7 millones de acciones a 19 dólares cada una, para recaudar 279 millones de US$ de capital.
Los satélites WorldView no deben confundirse con la compañía WorldView, una división de la Paragon Space Development Co. ofreciendo vuelos al espacio cercano.

## Orígenes
La WorldView Imaging Co. se fundó en enero de 1992 en Oakland, California anticipándose a la ley de 1992 de Política de Teledetección (promulgada en octubre de 1992) que permite a las compañías privadas entrar en el negocio de las imágenes satelitales. Su fundador fue el Dr. Walter Scott, quien estuvo acompañado por su cofundador y CEO Doug Gerull, a finales de 1992. En 1993, la compañía recibió la primera licencia de teledetección por satélite comercial, emitida bajo la Ley de 1992. La compañía fue financiada inicialmente con fondos privados de Silicon Valley y corporaciones interesadas, de Norteamérica, Europa y Japón. El Dr. Scott fue jefe de los Proyectos "Brilliant Pebbles" y "Brilliant Eyes", del Laboratorio Nacional Lawrence Livermore, formando parte de la Iniciativa de Defensa Estratégica.  Doug Gerull fue el ejecutivo a cargo de la división de Ciencias de la Cartografía en la Intergraph Co.  La compañía tuvo la primera licencia de teledetección del Departamento de Comercio de Estados Unidos le permitió construir un satélite de observación terrestre de teledetección comercial, capaz de recolectar imágenes con una resolución de 3 m.
En 1995, la compañía se convirtió en EarthWatch Inc., la fusión de WorldView con las operaciones de teledetección comerciales de Ball Aerospace & Technologies Corp. En septiembre de 2001, EarthWatch pasó a ser DigitalGlobe.
En 2011, DigitalGlobe fue incluido en el Salón de la Fama de Tecnología del Espacio Space Foundation por su papel en la promoción de los satélites de imágenes terrestres comerciales.
En 2013, DigitalGlobe adquirió a GeoEye.

## Satélites

### Early Bird 1
El 24 de diciembre de 1997 (27 años), fue lanzado el Early Bird 1 por Earth Watch Inc., desde el cosmódromo Svobodni con el lanzador Start-1. Incluía un sensor pancromático con resolución de 3 m y otro multiespectral con resolución de 15 m. El Early Bird 1 fue el primer satélite comercial, lanzado desde el Cosmódromo Svobodni.

### QuickBird
El QuickBird, se lanzó el 18 de octubre de 2001, siendo un satélite primario de DigitalGlobe. Fue construido en colaboración con Ball Aerospace y Orbital Sciences Co., y lanzado por un Boeing Delta II. Se halla a 450 km de altitud, con una inclinación de 98° en órbita sincrónica al sol. Un intento de lanzamiento anterior resultó en la pérdida del QuickBird-1. Incluye una cámara pancromática con una resolución de 6 dm y otra multiespectral con resolución de 24 dm.

### WorldView

#### WorldView-1
Ball Aerospace compró WorldView-1. 
Fue lanzado el 18 de septiembre de 2007 desde la Vandenberg Air Force Base en un Delta II 7920-10C. Los servicios de lanzador lo proveyó la United Launch Alliance. Se espera que la Agencia Nacional de Inteligencia-Geoespacial sea un cliente importante de imágenes del WorldView-1. Incluía una sola cámara pancromática de resolución máxima de 5 dm. Al lanzarse, era el más poderoso satélite comercial.

#### WorldView-2
Ball Aerospace compró WorldView-2. Fue lanzado el 8 de octubre de 2009.  DigitalGlobe se asoció con los servicios de lanzador comercial de Boeing para poner WorldView-2 en una órbita sincrónica al sol. El satélite incluía un sensor pancromático con resolución máxima de 46 cm y otro multiespectral de 184 cm

#### WorldView-3
Ball Aerospace construyó el WorldView-3, con una resolución de 25 cm. DigitalGlobe espera operar a WorldView-3 a una altitud de 617 km, donde tiene un tiempo medio de revisita de seguimiento, de menos de un día. En un día, es capaz de recoger imágenes de hasta 680.000 km².
Anteriormente, DigitalGlobe tenía solo una licencia para vender imágenes con una resolución de menos de 5 dm de origen militar de EE. UU. Sin embargo, DigitalGlobe obtuvo permiso, en junio de 2014, del Departamento de Comercio, para permitir a la empresa explotar más ampliamente su mayor alta calidad y liderar el sector comercial de imágenes de satélite. A la Cía. se le permitió ofrecer a los clientes la más alta resolución de imágenes disponible, en su constelación. Además, con aprobaciones actualizadas, se le permitió la venta de imágenes pancromáticas de 25 cm y una distancia de muestra a tierra multiespectral de 1 m (acrónimo en inglés GSD) comenzando seis meses después que WorldView-3 entrase en funcionamiento. Se puso en marcha WorldView-3, a bordo de un cohete United Launch Alliance Atlas V, en la configuración 401, el 13 de agosto de 2014, a las 11:30 (hora local del SLC-3) en la Base de la Fuerza Aérea Vandenberg.

## Clientes
Los clientes de DigitalGlobe van desde planificadores urbanos, a las agencias federales, incluyendo a la NASA la Agencia Nacional de Inteligencia-Geoespacial (acrónimo en idioma inglés NGA) del Departamento de Defensa de los Estados Unidos.  Muchas de las imágenes en Google Earth y Google Maps de alta resolución son provistas por DigitalGlobe, así como las usadas en Terraserver.com. Los principales competidores de DigitalGlobe fueron GeoEye (anteriormente Orbimage y Space Imaging), antes de su fusión con DigitalGlobe, y todavía Spot Image.